# Streckelsberg
Streckelsberg, s nadmořskou výškou 58 m, je vysoký a výrazný zalesněný kopec, útes/klif a strmá písečná duna nad mořskou pláží. Nachází se na ostrově Uznam (Usedom) na pobřeží Pomořanského zálivu Baltského moře v přírodní rezervaci Streckelsberg v severovýchodním Německu. Leží nad vesnicí Koserow patřící do spolku obcí Usedom-Süd v Zemském okresu Přední Pomořansko-Greifswald ve spolkové zemi Meklenbursko-Přední Pomořansko.

## Historie a popis
Po kopcích Golm (60 m n. m.) a Kückelsberg je Streckelsberg 3. nejvyšší „horou“ na ostrově Uznam. Zejména jižním směrem a také severozápadním směrem podél pobřeží svahy Streckelsbergu poměrně strmě klesají a na jihovýchodě se postupně zplošťují až k vesnici Kölpinsee. Vznikl jako ledovcová moréna během doby ledové. Eroze způsobila a způsobuje, že se Streckelsberg zmenšuje především kvůli blízkému příboji Baltského moře. Vlny a vítr za posledních 300 let ubraly Streckelsbergu cca 250 metrů. Kolem roku 1895 byl pod Streckelsbergem postaven první vlnolam z loženého kamene, který se později několikrat opravoval a rozšiřoval. Nakonec, v roce 1995 byly jako opatření na ochranu pobřeží vybudovány hráz, 2 vlnolamy a trojdílná vlnolamová zeď. Rybáři a zemědělci říkali Streckelsbergu „Witter Barg“, což v tehdejším jazyce znamenalo „Bílá hora“, protože vítr z jeho vrcholu odnášel písek na pole vesnic Koserow a Loddin. Na zalesnění kopce mé velký podíl tehdejší vrchní lesmistr Schrödter (1753-1828). Streckelsberg byl 12. prosince 1957 vyhlášen přírodní rezervací a nyní je součástí přírodního parku Ostrov Usedom.

### Pozorovací věž Wehmachtu
Asi v roce 1939 byly na vrchola postavena pozorovací a měřící věž (nebo dvě věže?) Wehrmachtu pro pozorování vzdušné situace a raketových zkoušek zkušebního střediska nacistických „zázračných zbraní“ v Peenemünde. V Pomořanském zálivu se konaly letové zkoušky různých vojenských raket a věž patřila do sítě měřících stanic. K optickému sledování raket se používal takzvaný kinoteodolit. Po roce 1945 zůstala věž po vyhození do povětří v troskách. Věž byla nakonec zbourána v roce 1997.

### Streckelsberg v umění a legendách
Streckelsberg je také dějištěm pověsti a literárního příběhu Maria Schweidler, die Bernsteinhexe (Maria Schweidler, Jantarová čarodějnice) od Wilhelma Meinholda (1797-1851). Podle pověsti se zde ukrýval svůj poklad pirát Klaus Störtebeker.

## Další informace
Na Streckelsberg vede turistická trasa a ke kopci vedou turistické a cyklistické trasy, např. EuroVelo 10, EuroVelo 13 aj.

## Galerie

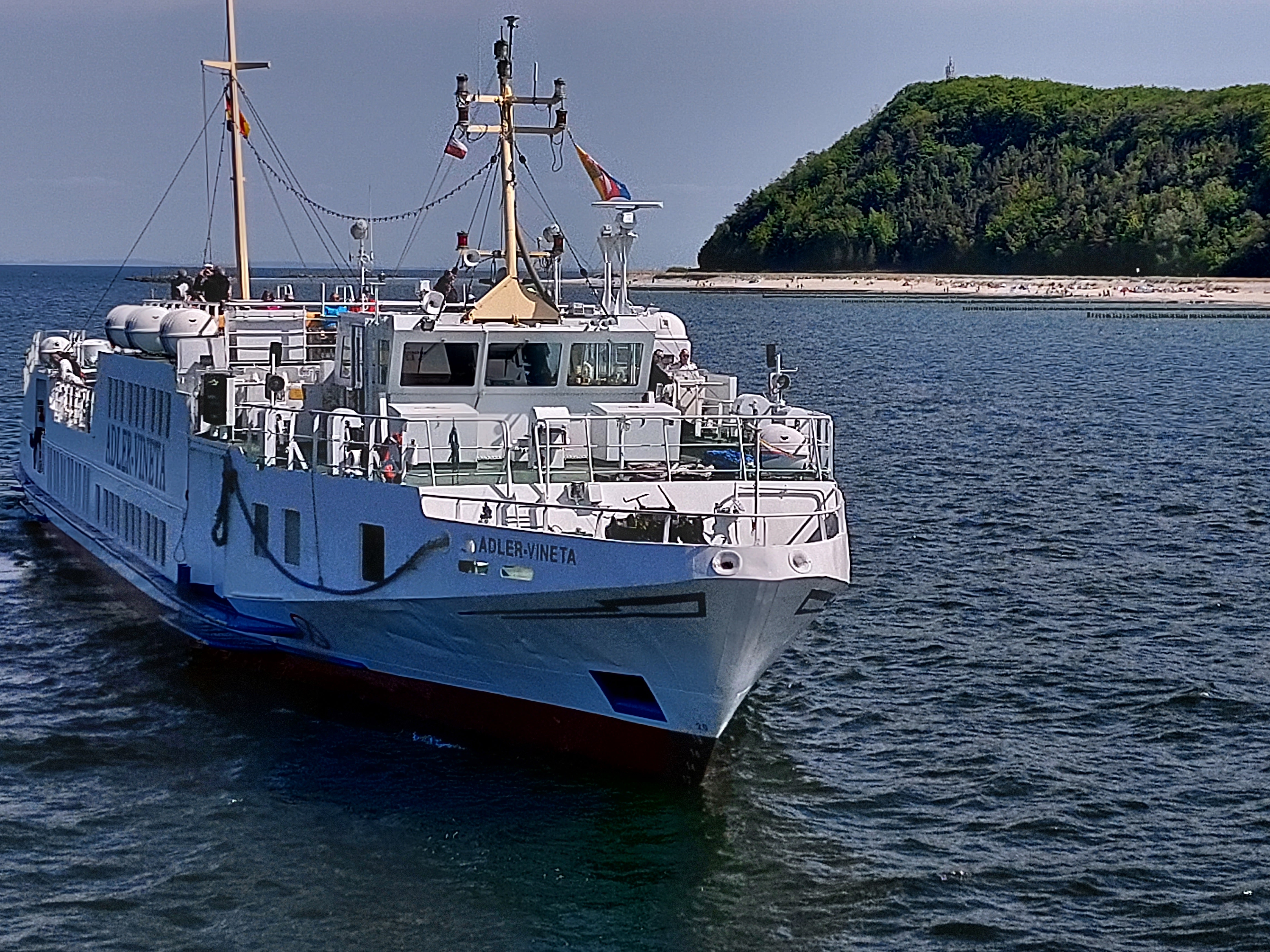
Lodní doprava pod kopcem
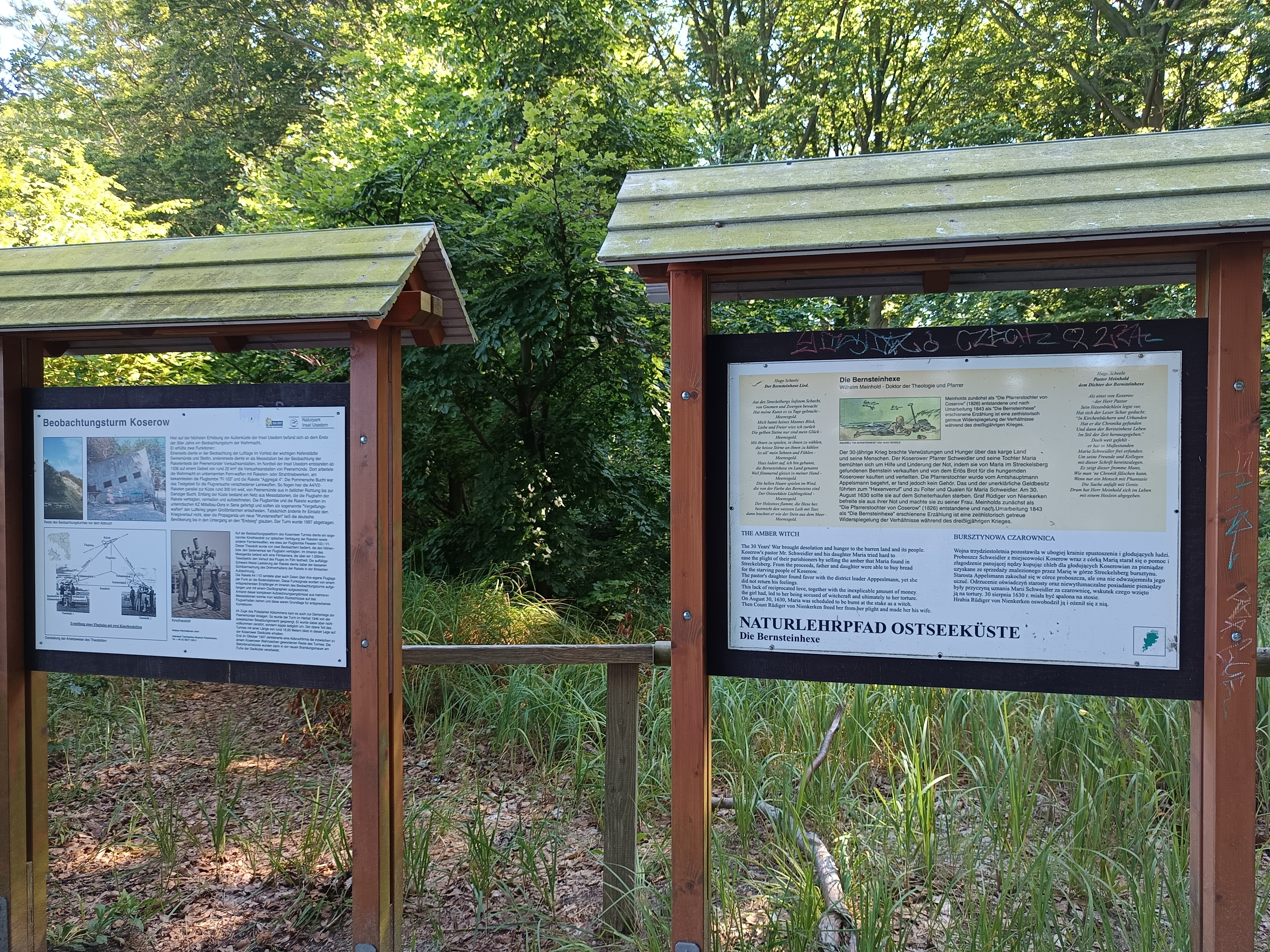
Informační panely pod kopcem
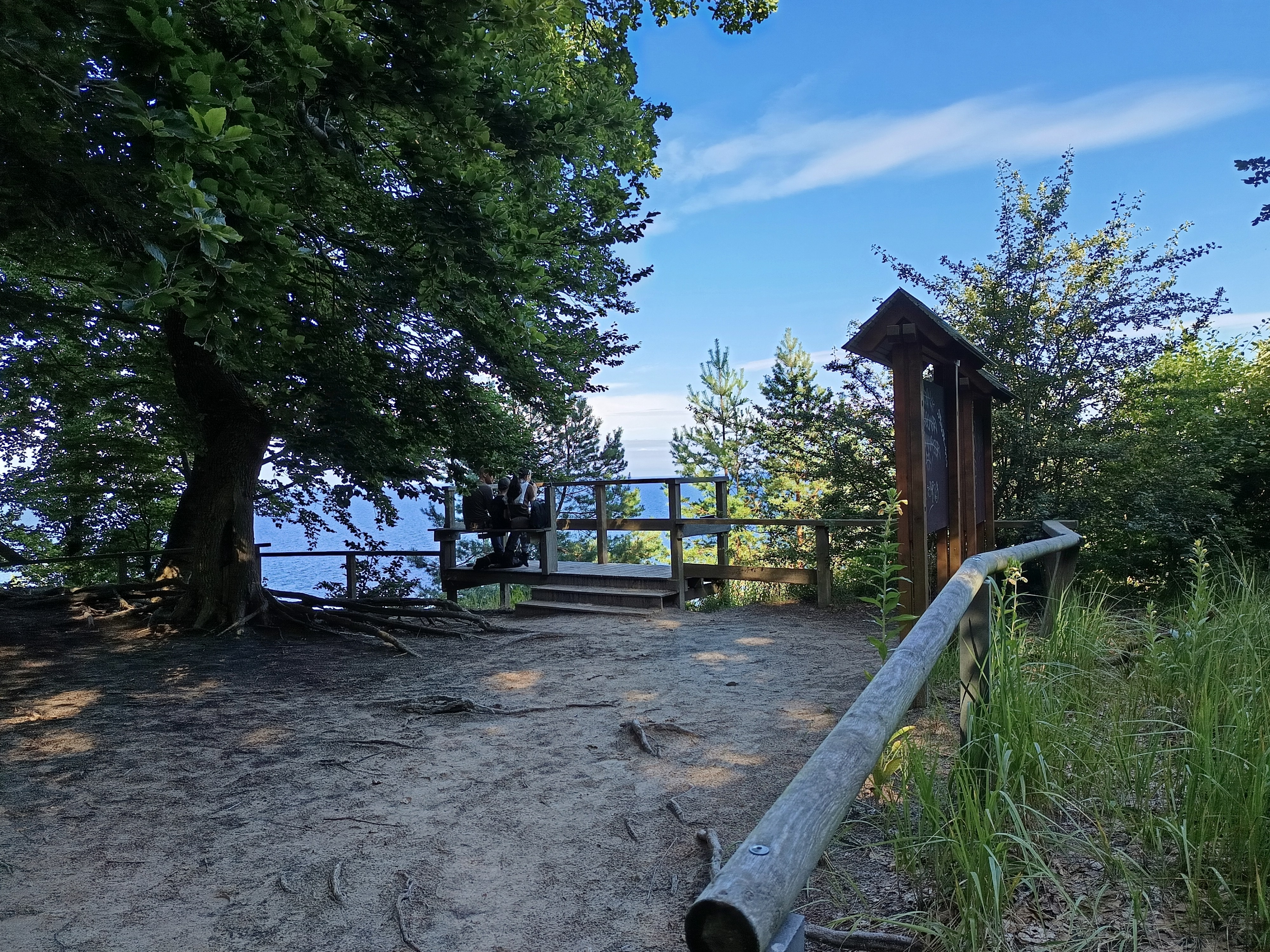
Vrchol kopce
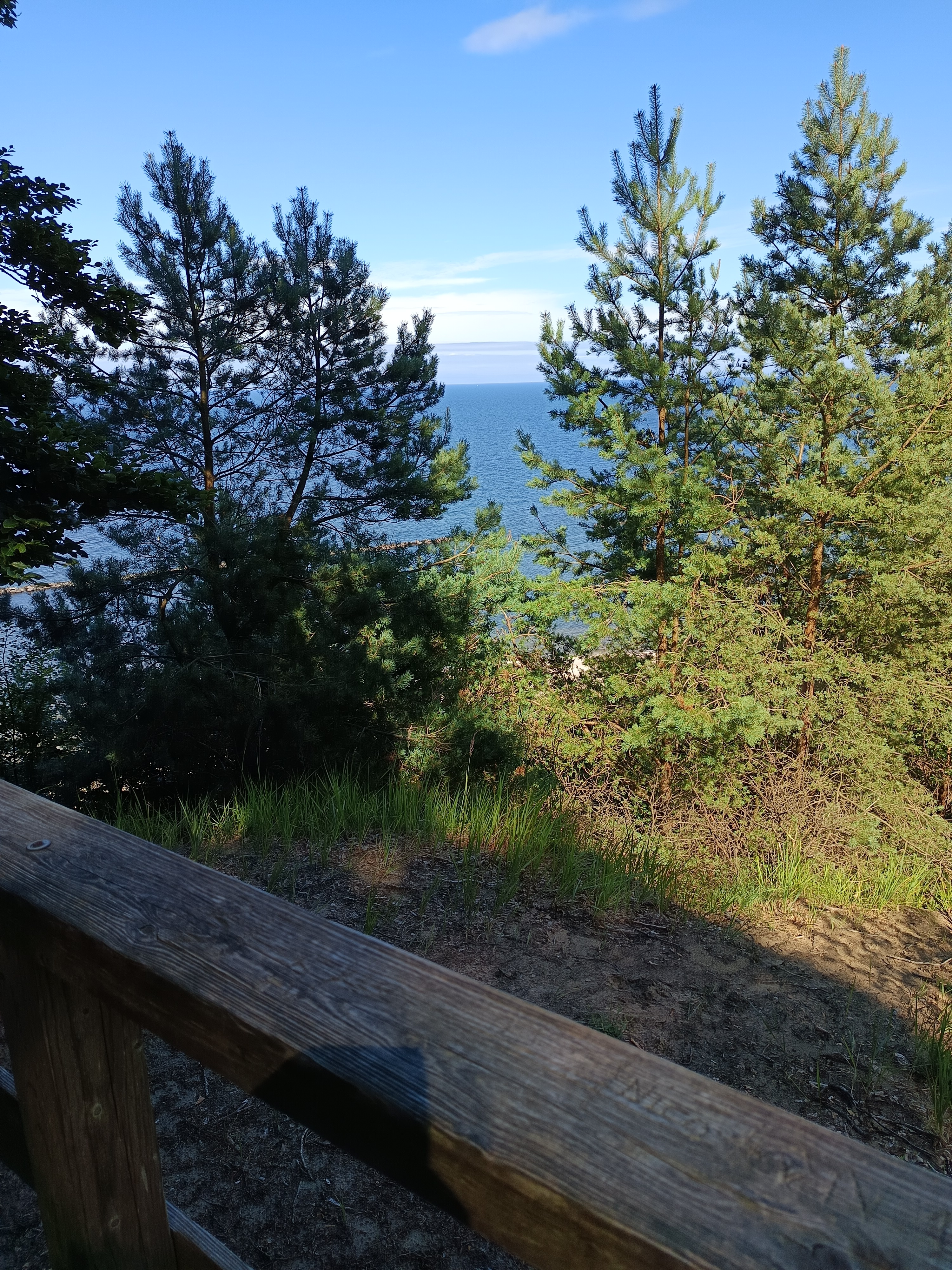
Vyhlídka na hřebeni kopce
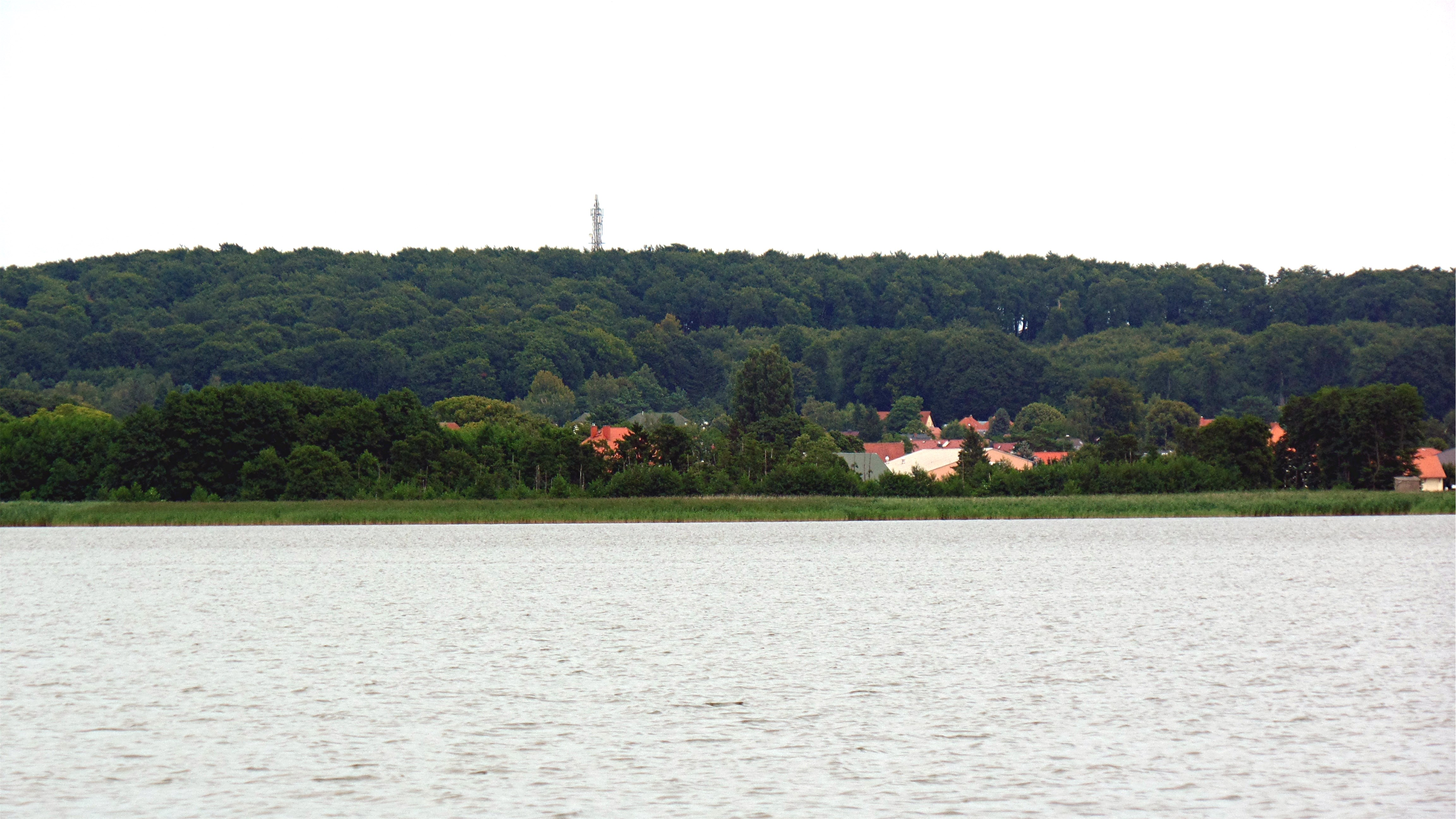
Pohled z Baltského moře
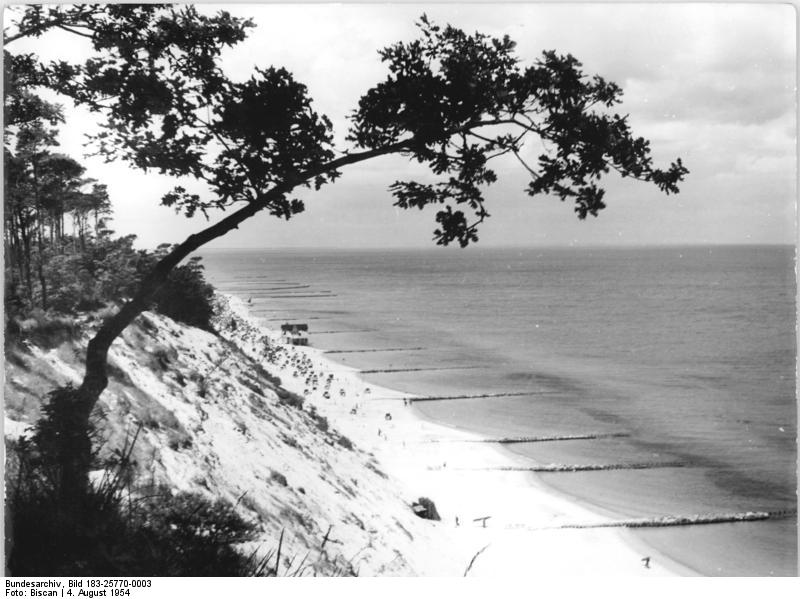
Historická fotografie
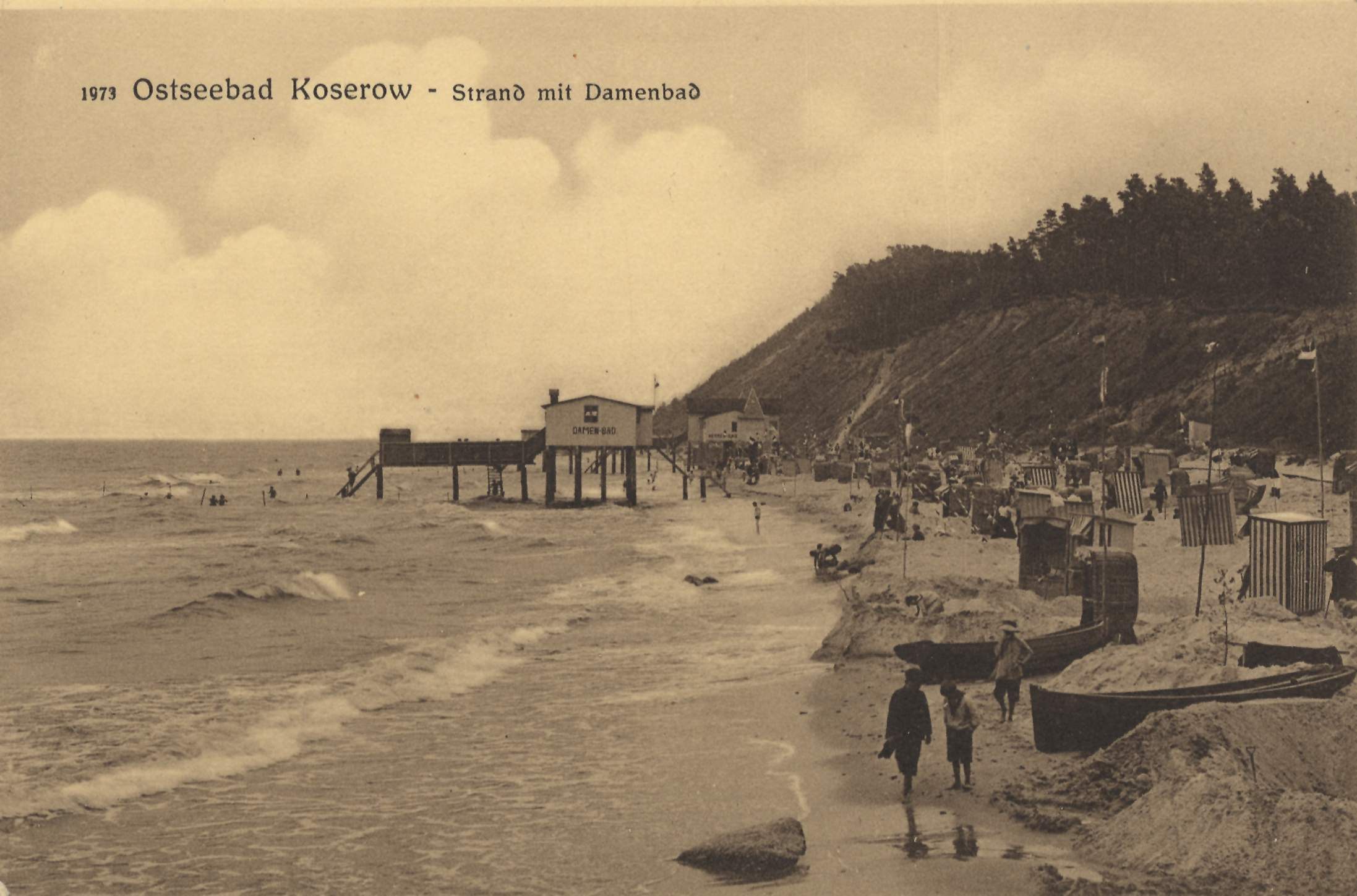
Historická fotografie